# Springer & Jacoby Budapest
A Springer & Jacoby Budapest teljes körű marketingkommunikációs szolgáltatást nyújtó magyar reklámügynökség.

## Történet
A Springer & Jacoby reklámügynökség 1979-ben alapult Hamburgban. A német anyacég több mint három évtizedes működése során kreatív szempontból a világ húsz legsikeresebb ügynöksége közé tartozott (The Gunn Report).
2003-ban megalakult a Roxer Csoporton belül az ATL-, BTL-, produkciós és digitális projekteket végző Roxer 2.0 reklámügynökség.
2008-ban a Springer & Jacoby és a Roxer 2.0 reklámügynökség közös céget hozott létre Roxer Springer & Jacoby néven. Az új ügynökség a Springer & Jacoby első leányvállalata volt a közép-kelet-európai régióban.
2014-ben a tulajdonosok döntése alapján a reklámkommunikációs divízió kivált a Roxer Csoportból és Springer & Jacoby Budapest néven önállóan, független ügynökségként folytatta működését.

### Díjak

#### 2006
ARC, Legjobb film – reklámszpot a fiktív Magyar Paraszolvencia Társaság részére

#### 2013
Arany Lollipop – K&H lakásbiztosítás vírusfilm
Hipnózis, 1. díj – K&H lakásbiztosítás vírusfilm
Bronz Effie – K&H olimpiai betét reklámkampány

#### 2016
Arany Effie – Provident Mini kölcsön kampány
Arany Effie – Szállás.hu kampány
A Springer & Jacoby Budapest 2016-ban Magyarország harmadik leghatékonyabb ügynöksége lett.

## Springer & Jacoby csoport
A Springer & Jacoby Budapest mellett további Springer & Jacoby ügynökségek működnek Bécsben és Bukarestben.